# Karl Julius Joest

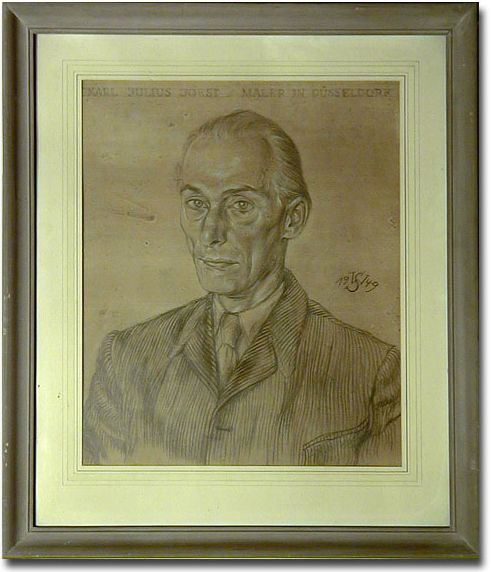
Selbstbildnis, 1949

Karl Julius Joest (* 8. Juli 1896 in Solingen; † 14. März 1975 in Düsseldorf) war ein deutscher Maler. Er wurde für seine Gemälde wie Stadtporträts aus Düsseldorf, Auftragsarbeiten u. a. der Solinger Industrie und Impressionen aus den österreichischen Alpen bekannt.

## Leben und Wirken
Karl Julius Joest war der Sohn eines Solinger Stahlwarenfabrikanten. Sein Interesse wendete sich früh den bildenden Künsten zu. Schon als 13-Jähriger erhielt er eine Freistelle in der Solinger Zeichenschule für Handwerker. Nach zweijährigem Kriegsdienst an der Westfront, in der er u. a. in den Stellungen in der Champagne vor Reims und in Verdun ebenfalls malte, kam Joest nach Düsseldorf. Dort besuchte er mit einem Stipendium der Friedrich-Vohwinkel-Stiftung zunächst die Kunstgewerbeschule und studierte ab 1919 an der Kunstakademie Düsseldorf zunächst bei Wilhelm Döringer, später bei Max Clarenbach, Ludwig Heupel-Siegen und Willy Spatz, wo er sein Studium im Jahr 1922 abschloss.
Ab 1925 waren seine Bilder – Landschaften, vor allem Stillleben, aber auch Industriebilder – in vielen großen Ausstellungen, so in der alten Kunsthalle und im Kunstpalast Düsseldorf zu finden. Zu dieser Zeit gehörte er der von Leo Poeten geführten Gruppe „Eiland“ an. Zusammen mit den Malern Ernst Brand, Albert Henrich und Bernhard Templin erhielt er 1931 den Kulturpreis der Stadt Düsseldorf, eine Auszeichnung die mit einem Reisestipendium verbunden war. Die bekanntesten Stationen, die auch in einigen Gemälden dokumentiert sind, waren Palermo, Tripolis und Tunis. Weitere Malreisen führten ihn später unter anderem nach Paris, nach Lugano und an den Gardasee.
Den wechselnden Kunstrichtungen der vergangenen Jahrzehnte schenkte er wenig Beachtung; schon in jungen Jahren hatte er den Weg zu der ihm eigenen künstlerischen Aussagekraft gefunden, der er bis zu seinem Tod treu blieb.
In der Zeit des Nationalsozialismus war er obligatorisch Mitglied der Reichskammer der bildenden Künste und u. a. 1941, 1942 und 1943 mit sieben Bildern auf der Großen Deutschen Kunstausstellung in München vertreten.
Während des Zweiten Weltkriegs war er von 1939 bis 1940 und von 1943 bis 1945 Soldat und geriet zu Kriegsende in US-amerikanische Kriegsgefangenschaft. Die Zeit zwischen 1940 und 1943 verbrachte er im österreichischen Alpbach.
Seit 1954 war er Vorstandsmitglied im Verein der Düsseldorfer Künstler. 1960 wurden einige seiner Werke in einer Einzelausstellung im Künstlerverein Malkasten in Düsseldorf präsentiert. 1961 wurde eine Ausstellung im Deutschen Klingenmuseum Solingen anlässlich seines 65. Geburtstages eröffnet. 1971 erhielt er die „Eiserne Plakette mit Goldadler“ für seine 50-jährige Mitgliedschaft im Künstlerverein Malkasten.
In Düsseldorf hielt er – auch in Radierungen – manche längst nicht mehr existierende Motive aus der Altstadt oder auch die alte Buscher Mühle fest. Er nahm an den jährlichen Bergischen Kunstausstellungen in Solingen teil und an großen Kunstausstellungen der Stadt Düsseldorf sowie in München, Hagen, Bochum, Gelsenkirchen, Hameln und Florenz. Joest war vorwiegend in Düsseldorf tätig und wurde auch als „Maler des Düsseldorfer Hofgartens“ bezeichnet.
Karl Julius Joest heiratete 1928. Aus der Ehe mit Maria Lydia Joest geb. Zimmermann entstammt ein Sohn. Die Ehe wurde nach dem Krieg geschieden.
Joest lebte und arbeitete bis zum Ende seines Lebens in seinem Atelier im Künstlerhaus Düsseldorf an der Sittarder Straße, dem Sitz des Verein der Düsseldorfer Künstler. Er erkrankte und starb am 14. März 1975 in Düsseldorf. Beigesetzt wurde er auf dem Nordfriedhof Düsseldorf.
Durch seine Schwester Helene Joest war er seit 1924 Schwager des Solinger Malers Willi Deutzmann.
Das Stadtmuseum Landeshauptstadt Düsseldorf, das Museum Kunstpalast, die Kunstsammlung Nordrhein-Westfalen und das Solinger Klingenmuseum besitzen u. a. Bilder von seiner Hand.

## Ausstellungen und Ausstellungsbeteiligungen (Auswahl)
- 1928: „Deutsche Kunst“, Kunstpalast Düsseldorf[3]
- 1932: „Düsseldorf-Münchner Kunst“, Kunstpalast Düsseldorf[3]
- 1941: Lilien. Große Deutsche Kunstausstellung, München (das Bild Aus einer niederrheinischen Schreinerwerkstatt wurde herausgenommen)[10]
- 1942: Frühjahrsausstellung, Kunsthalle Düsseldorf[3]
- 1942: Tiroler Berge, Schleiferei aus Solingen-Wald, Große Deutsche Kunstausstellung, München (das Bild Bergdorf in Tirol wurde herausgenommen)[11]
- 1943: Solinger Industrie (Öl), Große Deutsche Kunstausstellung, München[12]
- 1960: „Werke von K. J. Joest“, Malkasten Düsseldorf[3]
- 1961: „Karl Julius Joest“, Deutsches Klingenmuseum, Solingen[6]